# Hrabstwo Owsley

Piramida wieku hrabstwa

Hrabstwo Owsley – hrabstwo w USA, w stanie Kentucky. Według danych z 2010 roku, hrabstwo zamieszkiwało 4755 osób. Siedzibą hrabstwa jest Booneville.